# Disembolus
Disembolus Chamberlin & Ivie, 1933 è un genere di ragni appartenente alla famiglia Linyphiidae.

## Distribuzione
Delle 24 specie oggi attribuite a questo genere, ben 23 sono state reperite in varie località del territorio statunitense: solo la D. hyalinus è endemica del Canada.

## Tassonomia
A dicembre 2011, si compone di 24 specie:
1. Disembolus alpha (Chamberlin, 1948) — USA
2. Disembolus amoenus Millidge, 1981 — USA
3. Disembolus anguineus Millidge, 1981 — USA
4. Disembolus bairdi Edwards, 1999 — USA
5. Disembolus beta Millidge, 1981 — USA
6. Disembolus concinnus Millidge, 1981 — USA
7. Disembolus convolutus Millidge, 1981 — USA
8. Disembolus corneliae (Chamberlin & Ivie, 1944) — USA
9. Disembolus galeatus Millidge, 1981 — USA
10. Disembolus hyalinus Millidge, 1981 — Canada
11. Disembolus implexus Millidge, 1981 — USA
12. Disembolus implicatus Millidge, 1981 — USA
13. Disembolus kesimbus (Chamberlin, 1948) — USA
14. Disembolus lacteus Millidge, 1981 — USA
15. Disembolus lacunatus Millidge, 1981 — USA
16. Disembolus phanus (Chamberlin, 1948) — USA
17. Disembolus procerus Millidge, 1981 — USA
18. Disembolus sacerdotalis (Crosby & Bishop, 1933) — USA, Canada
19. Disembolus sinuosus Millidge, 1981 — USA
20. Disembolus solanus Millidge, 1981 — USA
21. Disembolus stridulans Chamberlin & Ivie, 1933[3] — USA
22. Disembolus torquatus Millidge, 1981 — USA
23. Disembolus vicinus Millidge, 1981 — USA
24. Disembolus zygethus Chamberlin, 1948 — USA

### Specie trasferite
- Disembolus apache Chamberlin, 1949; trasferita al genere Scotinotylus Simon, 1884[1].
- Disembolus chera (Chamberlin & Ivie, 1933); specie rimossa dalla sinonimia con D. stridulans Chamberlin & Ivie, 1933, e trasferita al genere Scotinotylus Simon, 1884[1].